# تعددية جنسية
التعددية الجنسية (بالإنجليزية: Polysexuality)‏ هي الانجذاب إلى عديد الأشخاص بتعدد نوع جنسهم أو جنسهم. يعتبر متعدد الجنسية شخصا «يشمل أو يتميز بالعديد من الأنواع المختلفة من النشاط الجنسي.» الكتاب ليندا جرنيتس ودوغلاس كيميل اعتبروا أن التعددية الجنسية هي هوية جنسية «المستخدمة من قبل الناس الذين يدركون أن مصطلح مزدوج التوجه الجنسي يعود إلى انفصام نوع الجنس الذي يكمن وراء التمييز بين الغيرية والمثلية الجنسية، مما يعني أن الازدواجية ليست أكثر من مزيج هجين من هذه الانقسامات بين نوع الجنس والجنس.»  ومع ذلك، فإنه يمكن القول أن الازدواجية لا تطبق في الواقع انفصام نوع الجنس. النشطاء مزدوجي التوجه الجنسي غالبا ما يقولون ان جزء «مزدوج» يمكن أن يشير إلى أنواع الجنس التي هي نفسها وأنواع الجنس التي تختلف.